# Peter Woodward
Peter Woodward (nacido el 24 de enero de 1956) es un actor, guionista y especialista inglés. Es mejor conocido por su papel de Galen en los spin-offs de Babylon 5 , Babylon 5: A Call to Arms, Crusade y Babylon 5: The Lost Tales. También es conocido por su papel del general de brigada del ejército británico Charles O'Hara en El patriota.

## Primeros años y educación
Woodward nació en Londres, segundo hijo de los actores Venetia Mary Collett (también conocida como Venetia Barrett) y Edward Woodward. Sus hermanos Tim y Sarah también son actores. Fue educado en Haileybury y Imperial Service College antes de asistir a la Real Academia de Arte Dramático.

## Carrera

### Actor
Después de graduarse, se unió a la Royal Shakespeare Company, protagonizando muchas de sus producciones, incluidas Winter's Tale, Comedy of Errors y El sueño de una noche de verano. Woodward también ha desempeñado una amplia gama de papeles de personajes importantes en películas y televisión, incluido el papel del capitán alemán Stossel en el largometraje The Brylcreem Boys. Woodward prestó su voz para el papel de Edwin Carbunkle, el villano principal, en la película de comedia infantil de animación por computadora 3D Postman Pat: The Movie.

#### Crusade
Como el Techno Mage Galen en el spin-off de Babylon 5, Crusade, Woodward actuó junto a su padre en el episodio "The Long Road". En el episodio, Excalibur visita un planeta que puede contener un potente agente antiviral en sus minerales. Las agencias terrestres están minando el planeta a cielo abierto. Edward Woodward interpretó a Alwyn, un Techno Mage rebelde que vive en el planeta con sus habitantes y que era amigo del antiguo maestro de Galen.

### Organizador de peleas yConquest
Como exmiembro de la Academia Británica de Combate Dramático, Woodward es conocido en la industria cinematográfica por su trabajo como organizador de peleas. El espectacular entrenamiento de combate de Woodward lo inspiró a estudiar armamento histórico y técnicas de combate. Este interés finalmente lo llevó a crear, coescribir y presentar la serie documental Conquest de The History Channel, una muestra práctica de armas, entrenamiento y técnicas de combate a lo largo de la historia. La serie se desarrolló entre 2002 y 2003.

### Escritor
Woodward trabaja como supervisor de postproducción y escribe la grabación de diálogos adicionales para películas que incluyen: Columbus – 1492, Twenty Thousand Leagues Under the Sea, The Scarlet Tunic, Les Misérables and Dangerous Obsessions (1998).
A finales de la década de 1990, Woodward y su padre formaron Tripal Productions, para la que escribió y produjo su primer largometraje The House of Angelo, dirigido por Jim Goddard en 1997 con su padre en el papel protagónico de "Angelo". Woodward también escribió el largometraje Cerrando el círculo, que fue dirigido por Richard Attenborough.

## Filmografía
- Los autos locos (2017–2019) como Pierre Nodoyuna
- The Last Scout (2017) como Edward
- Space Dogs Adventure to the Moon (2016) como Dr. Cat
- The Comedian's Guide to Survival (2016) como Morris
- Awaiting (2015) como Jerry
- The Crypt (2014) como Padre Antonio
- Postman Pat: The Movie (2014) como Edwin Carbunkle
- Casualty (2013) como Richard Collier
- Anything But Christmas (2012) - Guionista
- Dead Space: Aftermath (2011) como Interrogador principal
- Eagleheart (2011) como Doolan
- Unthinkable (directamente a video, 2010) - Guionista
- NCIS (2010) como David Devoisier
- Batman: The Brave and the Bold (2010–2011) como Ra's al Ghul
- Fringe (2009) como August
- National Treasure: Book of Secrets (2008) como Guardia de seguridad del palacio
- Cerrando el círculo (2007) - Guionista
- Babylon 5: The Lost Tales (directamente a video, 2007) como Galen
- We Fight to Be Free (2006) como Edward Braddock
- Stargate Atlantis (serie de televisión, 2005) como Otho
- The True Story of Alexander the Great (documental de televisión, 2005) como presentador
- Charmed (serie de televisión, 2004–2005) como Aku
- Charmed (serie de televisión, 2002, 2005) como La Fuente
- Conquest (serie de televisión, 2002-2003) como él mismo
- Egypt Land of the Gods (documental de televisión, 2002) como presentador
- Masada (documental de televisión, 2002) como presentador
- Puckoon (2002) como Col. Martin
- Hard Cash (2002) como Agente Jarvis
- Egypt Beyond the Pyramids (documental de televisión, 2001) como presentador, también guionista
- Walker, Ranger de Texas (serie de televisión, 2001) como Victor Drake
- El patriota (2000) como Charles O'Hara
- Crusade (1999) como Galen
- Babylon 5: A Call to Arms (1999) como Galen
- Brimstone: el pacto (1998)
- The Brylcreem Boys (1998)
- The House of Angelo (1997), también guionista
- Gadgetman (1996, serie de televisión)
- Past into Present (1996)
- In Search of Hamlet (1995)
- The Chief (1994)
- Pirates (1994/I) serie de televisión
- Who Dealt? (1993, serie de televisión)
- Anything More Would Be Greedy (1989, serie de televisión)
- Metal Skin Panic MADOX-01 (1987, serie de televisión, voz)
- Deceptions (1985, serie de televisión)
- Los profesionales, Quinn (1983)
- Fanny by Gaslight (1981, serie de televisión)
- Sense and Sensibility (1981, serie de televisión)
- Testament of Youth (1979, serie de televisión)
- The Comedy of Errors (1978, serie de televisión)
- Enemy at the Door V for Victory (1978) como Hans Kurtmeier